# Luis Márquez Eyzaguirre
Luis Guillermo Márquez Eyzaguirre (Chile, ca, 1900 - ca, 1960) fue un sacerdote mercedario, escritor y destacado lexicógrafo chileno.

## Biografía
El reverendo padre fray Luis Márquez Eyzaguirre de la Real y militar Orden de la Merced, capellán del santuario de Huasca. Residió durante varios años en la sierra cuzqueña, desempañando funciones sacerdotales. Analizó las ruinas imponentes que le rodeaban y plazmó sus historias.
Fue oficial de la Orden El Sol del Perú, participó en Seminario de Altos Estudios del Instituto Arqueológico del Cuzco y fue miembro correspondiente de la Academia Chilena de la Lengua.
También participó en la fundación de colegios con bases religiosas, como el Villa Guadalupe de Colombia.

## Obras
- Vade Mecum del joven mercedario. (1918)
- Antología de oradores y escritores chilenos (1925-1926)
- En el México ensangrentado : páginas de mi diario de viaje (1929)
- Huanka Rumi : historia de las apariciones del señor de Huanca y de su célebre santuario (1936)
- Servicio de doctrinas de los Mercedarios del Cuzco, de 1666 a 1823 (1937)
- Bajo el sol de Italia : Bel - la Nápoli : apuentes de mi diario de viajes (1940)
- Chocquepillo, estudio sobre los primeros nobladores de la sierra cuzqueña (1942)
- Monografía del Instituto Linares (1919-1944) (1944)
- Cor Pauli cor Jesu y Apostolado y santidad (1944)
- Sollozar de quenas en el Pachatusan (1947)
- Piedras al sol (1952)
- Intromisión de la lengua quichua en Chile (1956)[5][6][7]